# كامي كير
كامي كير (بالإنجليزية: Cammy Kerr)‏ هو لاعب كرة قدم بريطاني في مركز الدفاع، ولد في 10 سبتمبر 1995 في دندي في المملكة المتحدة. لعب مع نادي دندي.

## وصلات خارجية
- كامي كير على موقع قاعدة بيانات كرة القدم.إي يو (الإنجليزية)
- كامي كير على موقع Soccerbase.com (لاعب) (الإنجليزية)
- كامي كير على موقع Soccerway.com (الإنجليزية)